# Синовете на Великата мечка
„Синовете на Великата мечка“ (на немски: Die Söhne der großen Bärin) е германски игрален филм на ДЕФА от 1966 г., уестърн на чешкия режисьор Йозеф Мах и с участието на югославския актьор Гойко Митич. Музиката е на Вилхелм Неф. Представлява екранизация по едноименната трилогия на Лизелоте Велскопф-Хенрих: „Харка, синът на вожда“, „Топ и Хари“ и „Токей Ито“.
Филмът представя индианците в положителна светлина, докато белите са антагонисти. Това е един от най-успешните филми на ДЕФА. Действието се развива през 1874 година в земите на лакота.